# Zaccaria Pallioppi

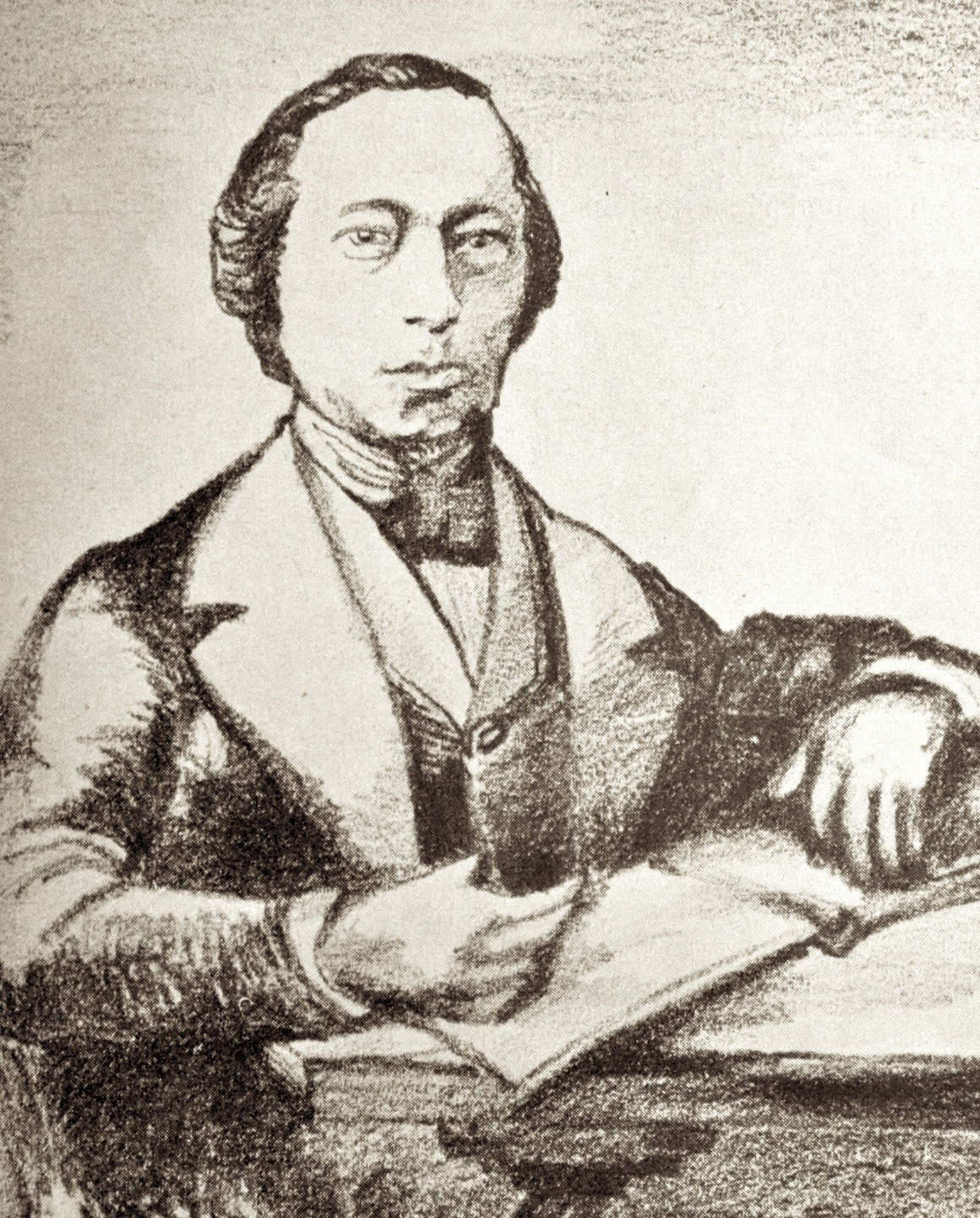
Zaccaria Pallioppi

Zaccaria Pallioppi (* 2. Mai 1820 in Celerina; † 3. Mai 1873 ebenda) war ein Schweizer Jurist und Sprachforscher des Rätoromanischen aus dem Engadin im schweizerischen Kanton Graubünden.

## Leben
Zaccaria Pallioppi wurde als Sohn des Juristen und Philologen Jon Pitschen und seiner Frau Chatrina geb. Zamboni geboren. Als er acht Jahre alt war, starb sein Vater; neun Jahre später seine Mutter. 
Von 1828 bis 1833 besuchte Pallioppi  das Institut à Porta in Ftan, danach begann er 1832 in Turin eine Lehre als Zuckerbäcker. Von 1835 bis 1841 besuchte er das Gymnasium in Chur. Anschließend ließ er sich in Chur, Jena und Berlin zum Juristen ausbilden. Während seines Studiums wurde er 1841 Mitglied der Fürstenkeller-Burschenschaft in Jena. Dort wurde er mit der eben aufkommenden Wissenschaft der Romanistik vertraut. 1844 schloss er das Studium ab, kehrte er nach Celerina zurück und wurde Rechtsanwalt und Notar. 1844 heiratete er Ursina Mengia Vicedomini. 
Zwischen 1855 und 1857 war er Landammann, 1857–1859 Bündner Großrat und Friedensrichter. 1859 quittierte er den öffentlichen Dienst und widmete sich ausschließlich philologischen Studien, vor allem des Ladinischen. Pallioppi starb am 3. Mai 1873 und wurde am 5. Mai auf dem Friedhof der Kirche San Gian bei Celerina beerdigt.

## Werke

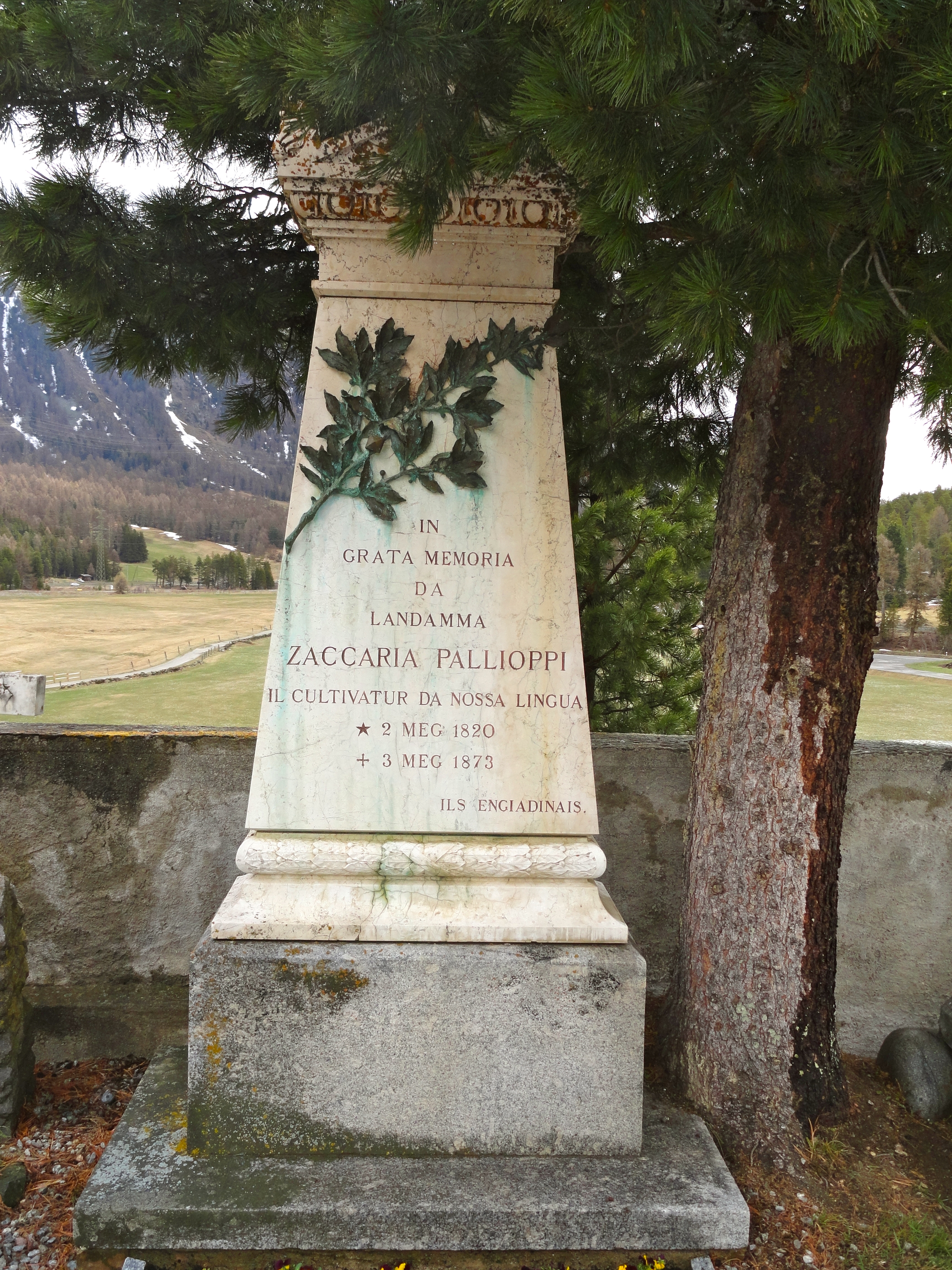
Grabmal Pallioppis auf dem Friedhof von San Gian

1857 begründete er mit  der Ortografia et ortoëpia del idiom romauntsch d'Engiadin'ota, compiledas per creschieus et scolars pü avanzos die erste allgemein anerkannte Orthografie der oberengadinischen Sprache. Seine Conjugazium del verb erschien 1868. Sie gab der Sprache des Oberengadins eine wissenschaftliche Grundlage und sicherte ihm gegenüber anderen rätoromanischen Sprachen eine Priorität als Schriftsprache. 
Sein Hauptwerk, das Dizionari dels idioms romauntschs d'Engiadin'ota e bassa, della Val Müstair, da Bravuogn e Filisur begann er 1858. Er konnte es nicht mehr vollenden; druckfertig war bei seinem Tod nur der sehr umfangreiche Buchstabe A. Von den anderen Buchstaben lagen ausführliche Entwürfe vor, aus denen ersichtlich war, dass Pallioppi alle romanischen und ladinischen Dialekte als organische Einheit auffasste und sie soweit möglich gleichmässig berücksichtigte.
Die romanisch-deutsche Ausgabe wurde durch seinen Sohn, Pfarrer Emil Pallioppi, vervollständigt und 1895 in stark gekürzter und mehr praktischen als wissenschaftlichen Bedürfnissen angepasster Form publiziert. 1902 erschien die deutsch-romanische Ausgabe. Jede Ausgabe umfasst gegen 900 Seiten.
Ein weiteres umfangreiches Werk, die Orts- und Eigennamen Rätiens blieb Manuskript.